# Wittem

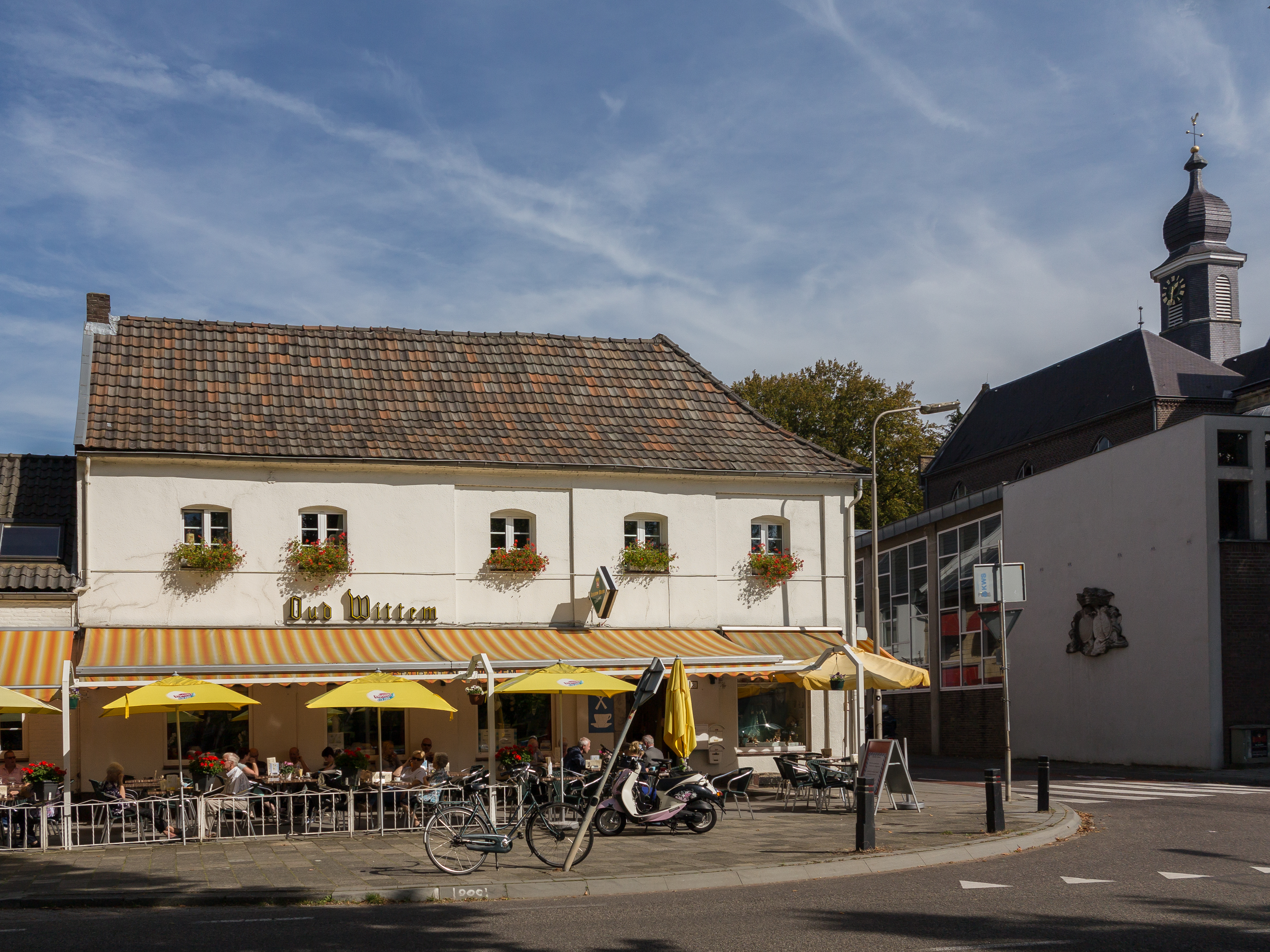
Wittem, bar-restaurant Oud Wittem

Wittem est un village néerlandais situé dans la commune de Gulpen-Wittem, dans la province du Limbourg néerlandais. Wittem forme avec Partij une seule agglomération, sous le nom de Partij-Wittem. Le 1er janvier 2005, cette agglomération avait 770 habitants.
Wittem a été une commune indépendante jusqu'au 1er janvier 1999. À cette date, la commune fusionne avec celle de Gulpen pour former la nouvelle commune de Gulpen-Wittem.